# 軍功寮 (南投縣)
軍功寮，是臺灣南投縣南投市的一個傳統地域名稱及次分區，位於該市東北端延伸至中部偏東地帶。日治時期的軍功寮庄，相較於今日行政區，其範圍大致包括東山里不含樟平溪北岸部分的西南部、振興里東北部凸出部分的西北部、軍功里不含西南端、內興里西南部邊界地帶、內新里最南端、漳興里東北端。而在今日的次分區上，主要由軍功里、東山里等地組成，此區域大致以平林溪、包尾山與南投地區、以樟平溪、觀音山與中興地區為界。

## 人口
- 二里合計6300人（2011年5月），土地面積約為14.99平方公里，人口密度約為420.28人/平方公里。
- 人口主要分佈於軍功里內。

## 行政區劃

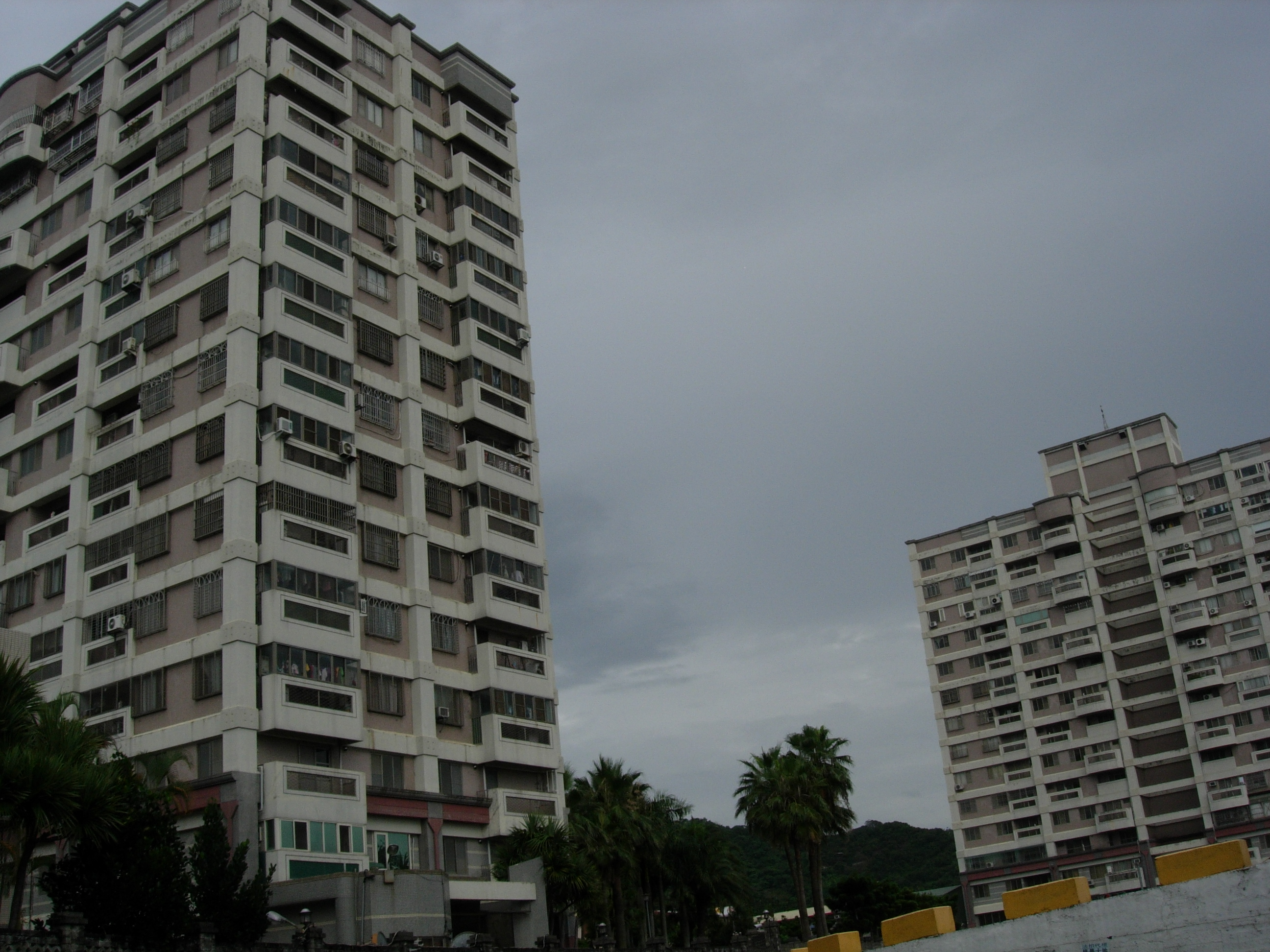
軍功寮集合住宅大樓

### 軍功里
由軍功寮大字得名，為軍功寮地區主要聚落。
以投22縣與（北）中寮鄉相通。
南投酒廠位於此里。
- 地名包含
  - 軍功寮、新廍仔

### 東山
由軍功寮大字分出。
觀音寺、東山吊橋位於此區。
- 地名包含
  - 拔子頭、牛角坑、新厝仔

### 交通

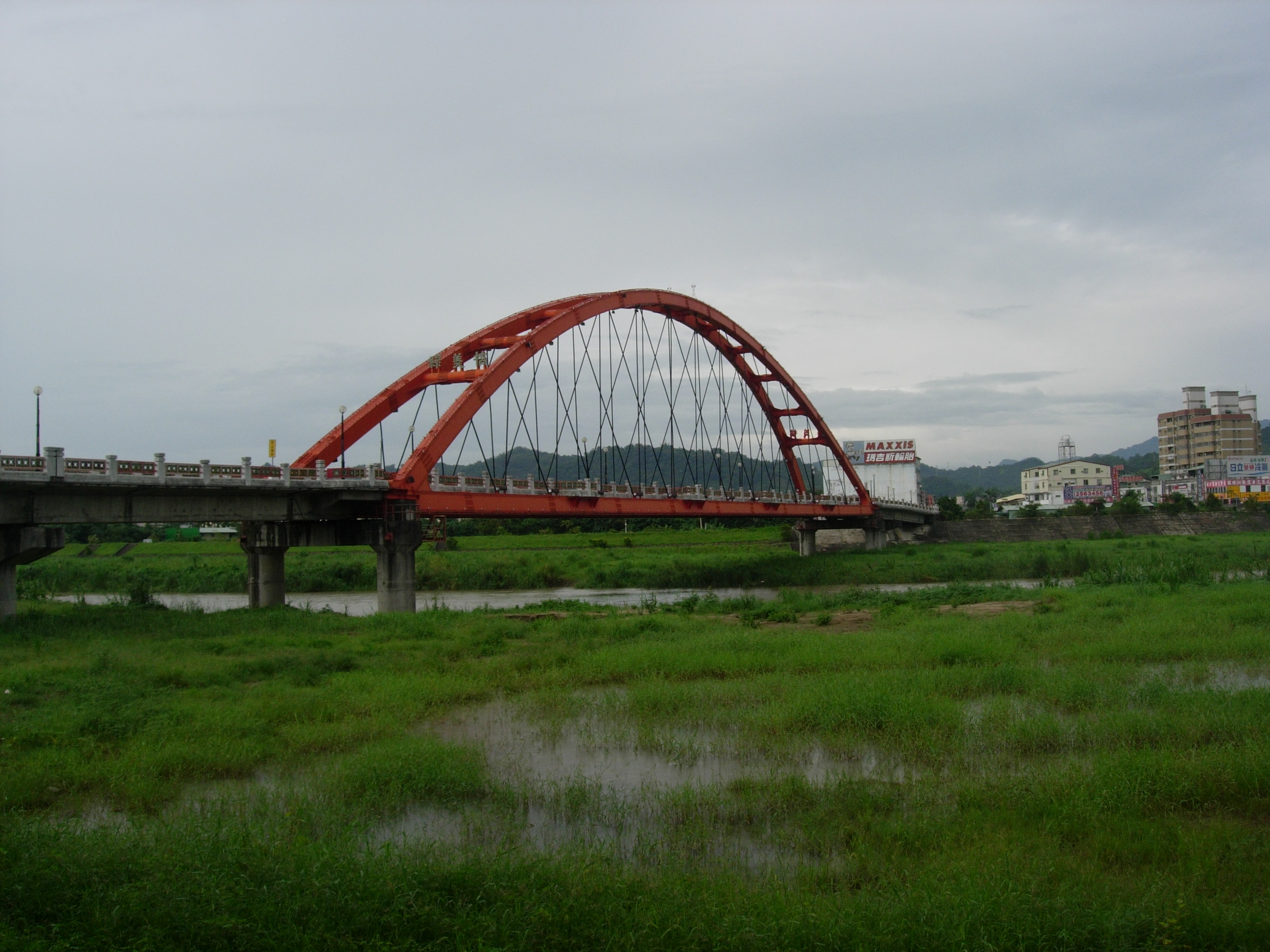
綠美橋與軍功寮

台14乙是本區主要幹道，北以小溪橋銜接中興地區，南以軍功橋、綠美橋銜南投地區。
其中綠美橋為早年南投與軍功寮地區往來橋樑，軍功橋修建後便以軍功橋為主要橋樑。
此區亦為北中寮對外主要連絡路廊

#### 省道
- 台14乙中興路

#### 鄉道
- 投13線大埤街
- 投16線新興路
- 投22線東山路
- 投22-1線東山路

#### 公車
本區為南投市區與中興新村往來主要通道，故公車大多行經此路段

## 旅遊
- 南投酒廠
- 綠美橋
- 南投觀音寺
- 東山吊橋
- 牛角坑自然生態區

## 外部連結
- 內政部南投市地圖